# Ordre de l'Étoile d'Anjouan (France)
Pour les articles homonymes, voir Ordre de l'Étoile.
L’ordre de l’Étoile d’Anjouan ou ordre de la France d'Outre-mer (à partir de 1950) est un ordre honorifique colonial français. Autorisé et reconnu par le gouvernement français le 12 septembre 1896, il prend la suite de l'ordre comorien du même nom, institué en 1874 et réorganisé le 18 juin 1892 par le sultan Mohamed-Saïd-Omar. La République des Comores a procédé à une restauration de l'Ordre d'Anjouan en 1992.

## Organisation
L'ordre de l'Étoile d'Anjouan est géré par la grande chancellerie de la Légion d'honneur. Le président de la République française en était de droit grand-croix.
Il s'agit, tout comme la Légion d'honneur, d'un ordre à cinq classes : grand-croix, grand officier, commandeur, officier, chevalier. 
| Chevalier | Officier | Commandeur | Grand Officier | Grand-Croix |
| --------- | -------- | ---------- | -------------- | ----------- |
|           |          |            |                |             |
|           |          |            |                |             |

L'ordre est institué pour récompenser :
- les personnes qui justifiaient d'un séjour effectif minimum de trois ans outre-mer, dans les territoires de l'océan Indien (Comores, Madagascar, Réunion, etc.) ;
- les personnes qui, ne justifiant pas d'un séjour outre-mer, ont cependant rendu des services à l'expansion coloniale.

À partir du décret du 14 juillet 1933, il faut en plus être âgé de plus de 29 ans et justifier de neuf ans de services (le temps passé outre-mer étant bonifié).
Le décret du 1er septembre 1950 le renomme en « ordre de la France d'Outre-mer » et en fait un véritable ordre ministériel. 
Il fait partie des ordres placés en extinction par le décret du 3 décembre 1963 et remplacés par l'ordre national du Mérite à partir de 1964.
Cet ordre ministériel fait l'objet d'un arrêt d'attribution ou de promotion depuis le 1er janvier 1964, mais les titulaires actuels survivants des grades et dignités de cet ordre continuent à jouir des prérogatives y étant attachées.